# Kamenný most u Mostku
Kamenný most překonává horní tok řeky Radbuzy v katastrálním území Mostek u Rybníku v okrese Domažlice. Most byl v roce 2004 Ministerstvem kultury České republiky prohlášen kulturní památkou České republiky.

## Historie
Most byl postaven v roce 1809 na místě dřevěného mostku na území později zaniklé vesnice Schwanenbrückl (Labutí mostek). Přes most vedla silnice z bavorského Schönsee k Horšínu (zaniklá obec) a dále k Mutěnínu. Na most byla napojena hráz rybníka a v jeho blízkosti stál vodní mlýn. Obec Mostek zanikla v období 1950–1960 a kamenný most je jedinou dochovanou památkou na tuto zaniklou ves. K mostu se dá dojít po lesní cestě. V roce 2004 byl prohlášen kulturní památkou a v roce 2009 byla provedena generální oprava firmou VS CRIADO s.r.o. z Plzně.

## Popis
Bývalý silniční most je jednooblouková zděná stavba postavena v líci z lomového kamene s vyznačenými klenáky oblouku. V roce 2009 byly při rekonstrukci mostu obnoveny parapetní zídky. Jeden z parapetů má uprostřed rozpětí širší nadezdívku, snad pro umístění sochy. Vozovka je kamenná. Most má délku asi 14 m, šířku asi 5 m a výšku nad vodní hladinou v rozmezí 2,5–3,0 m, šířky parapetních zídek je 0,50 m. Na kameni v patě mostu je vytesán letopočet 1809.